# 刘建 (菑川王)
刘建（前2世纪？—前109年），西汉菑川懿王刘志子，公元前129年继承父位为菑川王，公元前110年卒，在位20年，谥靖。

## 兒子
子刘遗嗣。
其余诸子：陆元侯劉何、廣饒康侯劉國（前67年卒）、缾敬侯劉成（前63年卒）、俞閭煬侯劉不害（前73年卒）。

### 劉國系
元鼎元年（前116年）封菑川靖王之子劉國為廣饒侯，地節三年（前67年）劉國去世，其子劉坊襲封。甘露元年（前53年）劉坊去世，其子刘麟袭爵为广饶侯。居摄三年（8年）七月，他上书献“符命”，诡称齐郡临淄县昌兴亭长辛当一夜作了几个梦，有天公的使者来告亭长：“摄皇帝当为真。如果不相信我，这个驿亭里会出现一口新井。”亭长早晨起来查看亭中，确实出现了一口新井，深入地下将近一百尺。王莽借此以承奉天命为由，自称假皇帝。同年十一月，王莽废黜孺子婴，称皇帝，建立新朝。
| 西漢廣饒侯國（前116年－9年） |      |            |      |          |                 |
| 傳位                         | 世   | 稱號及諡號 | 姓名 | 在位年數 | 在位時間        |
| 第1任                        | 始封 | 廣饒康侯   | 劉國 | 50年     | 前116年－前67年 |
| 第2任                        | 二世 | 廣饒共侯   | 劉坊 | 14年     | 前67年－前53年  |
| 第3任                        | 三世 | 廣饒侯     | 劉京 | 61年     | 前53年－9年     |
| 王莽篡位，國除               |      |            |      |          |                 |